# Grand papier
Le grand papier est généralement un papier de luxe aux marges imposantes.

## Usage bibliophile
L'expression est presque exclusivement utilisée en bibliophilie, pour désigner un tirage limité, généralement numéroté, sur un papier luxueux.
Par exemple, lorsque l'achevé d'imprimer d'un livre indique : « Il a été tiré vingt exemplaires sur Japon Impérial, numérotés de 1 à 20, et 50 exemplaires sur papier de Hollande, numérotés de 21 à 70 », cela signifie que les exemplaires sur Japon sont le « premier grand papier » et que les exemplaires sur Hollande sont le « second (grand) papier ».
Tous les tirages sur grand papier ne sont pas obligatoirement « grands de marge » mais c'est le plus souvent le cas des éditions soignées. En principe, l'impression proprement dite est la même sur l'ensemble de l'édition, quel que soit le papier.